# Dai, Johnny, dai!
Dai, Johnny, dai! (Go, Johnny, Go!) è un film del 1959 diretto da Paul Landres e interpretato da numerosi cantanti dell'epoca. Si tratta di uno degli ultimi esempi del filone rock'n'roll movie.

## Trama
Johnny, un ragazzo che non ha conosciuto i suoi genitori ed è stato allevato in un orfanotrofio, decide di diventare un cantante con la speranza di raggiungere al più presto la celebrità. A proprie spese incide un disco e lo manda ad Alan, organizzatore di spettacoli musicali. Questi, dopo aver ascoltato il pezzo, si convince che il ragazzo ha la stoffa giusta per sfondare nel mondo del rock. Ma proprio nel momento in cui tutto sembra andare per il verso giusto un contrattempo impedisce ai due di mettersi in contatto. Intanto si avvicina il Natale e Johnny, deluso e amareggiato, arriva al punto di commettere un furto pur di fare un regalo alla sua fidanzata. Finale in musica con canzoni e divertimento.

## Colonna sonora
Nel corso del film, vengono eseguiti i seguenti brani musicali:
- Johnny B goode - Chuck Berry
- I'll Take A Long Time - Jimmy Clanton
- Jump Children - The Flamingos
- Angel Face - Jimmy Clanton
- Don't Be Afraid To Love - Harvey
- Mama Can I Go Out - Jo Ann Campbell
- Teenage Heaven - Eddie Cochran
- Playmates - Sandy Stewart
- My Love Is Strong - Jimmy Clanton
- Memphis, Tennessee - Chuck Berry
- Jay Walker - The Cadillacs
- You Better Know It - Jackie Wilson
- Please Mr. Johnson - Cadillacs
- Cadillacs - Sandy Stewart
- Little Queenie - Chuck Berry
- Ooh My Head - Ritchie Valens
- Ship On A Stormy Sea - Jimmy Clanton

## Edizione italiana
- Il film viene distribuito in Italia per la prima volta nel 1961. Il doppiaggio è opera della CID.
- Nella versione italiana a presentare il film è Adriano Celentano, che, all'inizio e alla fine del film, esegue insieme alla sua band due dei suoi brani di quel periodo. Nella versione italiana inoltre compare anche il regista Piero Vivarelli nel ruolo del regista televisivo che dà le indicazioni alla band del Molleggiato.